# Стародрачоніно
Стародрачо́ніно (рос. Стародрачёнино) — село у складі Зоринського району Алтайського краю, Росія. Адміністративний центр Стародрачонінської сільської ради.

## Населення
Населення — 626 осіб (2010; 726 у 2002).
Національний склад (станом на 2002 рік):
- росіяни — 93 %